# Національний інститут терапії імені Л. Т. Малої НАМН України
Національний інститут терапії імені Л. Т. Малої НАМН України (НІТ імені Л. Т. Малої НАМН України) — науково-дослідний і клініко-діагностичний загально-терапевтичний центр на Сході України

## Провідні напрямки діяльності
- Вивчення чинників ризику розвитку та негативного перебігу соціально значущих захворювань внутрішніх органів, розробка на цій підставі алгоритмів їх діагностики, диференційованого лікування та профілактики з використанням сучасної  наукової методології клінічних , біохімічних та молекулярно-генетичних досліджень
- Вивчення  найбільш розповсюджених захворювань серця та судин, органів дихання, травлення, нирок  за умов їх поєднаного перебігу, розробка підходів до їх діагностики та лікування;
- Надання високоспеціалізованої медичної допомоги ( III рівень) мешканцям Харківського регіону та інших областей України з провідними хворобами терапевтичного профілю, їх лікування та реабілітація, з урахуванням профілю науково-дослідних робот Інституту
- Розробка та впровадження в практику охорони здоров'я  протоколів надання терапевтичної допомоги пацієнтам з  захворюваннями внутрішніх органів на тлі важкої супутньої патології [2] [3][4]

## Історія
Виник на базі проблемної кардіологічної лабораторії, яка була створена  у 27-ій  міській клінічній лікарні на кафедрі шпитальної терапіїІ Харківського медичного інституту . Інститут веде свою самостійну історію від Республіканського кардіологічного диспансеру, який було створено у 1980 році. Наступного року на базі диспансеру було організовано філію Українського НДІ кардіології імені академіка М.Д. Стражеска. У 1986 році філія була реорганізована у окремий Харківський НДІ терапії, першим директором новоутвореного інституту була Любов Мала.
Традицією стало проведення Щорічних читань пам'яті академіка Малої Л. Т., у 2019 році установа відсвяткувала 100 річний ювілей свого засновника

## Колектив і структура інституту
До складу інституту входить 12 науково-дослідних відділів, група інженерно-технічного та метрологічного обслуговування, 8 клінічних відділень, регіональний лікувально-діагностичний центр, консультативна поліклініка.
Науково-дослідні підрозділи:
- відділ ішемічної хвороби серця і метаболічних порушень;
- відділ кардіопульмонології;
- відділ профілактики та лікування невідкладних станів ;
- відділ вивчення захворювань органів травлення та їх коморбідності з НІЗ;
- відділ вивчення процесів старіння і профілактики метаболічно-асоційованих   захворювань;
- відділ комплексного зниження ризику хронічних неінфекційних захворювань;
- відділ артеріальної гіпертензії та профілактики її ускладнень;
- відділ профілактики та лікування хвороб нирок при коморбідних станах;
- відділ клінічної фармакології та фармакогенетики неінфекційних захворювань;
- відділ клінічної епідеміології  неінфекційних захворювань;
- лабораторія імуно-біохімічних і молекулярно-генетичних  досліджень ;
- відділ науково-організаційної роботи та медичної інформації з бібліотекою

## Наукова діяльність
В практику роботи відділів Інституту при активній участі співробітників наукової лабораторії імуно-біохімічних і молекулярно-генетичних досліджень впроваджено інформативні генетичні та епігенетичні методи, налагоджено визначення серії біомаркерів: виявлення поліморфних варіантів генів системи бета-адренорецепторів, гену альдостеронсинтази CYP 11B2, гену білку, що зв'язує жирні кислоти в кишці, гену мікросомальної епоксидгідролази методом полімеразної ланцюгової реакції у реальному часі (ПЛР-РЧ), розчинного біомаркеру серцевого стресу ST2 при гострому інфаркті міокарду, експресії мікро РНК 133а за умов артеріальної гіпертензії, гіпертензивного серця та  абдомінального ожиріння, експресії мікроРНК-27а, -221 при поєднанні ішемічної хвороби серця (ІХС) та цукрового діабету 2 типу, мікроРНК-34а, мікро РНК-122 за умов неалкогольного стеатогепатиту, можливість їх використання щодо оцінки перебігу та підвищення ефективності лікування цих категорій пацієнтів, оцінки кількісного складу облігатних та умовно-патогенних  мікроорганізмів мікрофлори кишки методом ПЛР-РЧ («КОЛОНОФЛОР-16»); визначення активності теломерази в мононуклеарах крові методом ПЛР-РЧ за протоколом Telomerase Repeated Amplification Protocol (TRAP) як маркера прискореного старіння; визначення вмісту білка Klotho при діабетичній нефропатії, основного фактора росту фібробластів імуноферментним методом у хворих з поліморбідною патологією внутрішніх органів.

## Клініка та поліклініка Інституту
У клініці інституту виконується  цілий ряд діагностичних досліджень: ультразвукові (в тому числі за strain технологією), та рентгенологічні дослідження, еластографія печінки, комп'ютерна томографія, ендоскопія, колоноскопія, електрокардіографія, добове моніторування електрокардіограми та артеріального тиску (Холтерівське моніторування), тредміл — тест, велоергометрія, спірометрія, денситометрія.
За участю науковців інституту здійснюються фрагменти Міжгалузевої комплексної програми «Здоров'я нації» та «Програми з профілактики та лікування артеріальної гіпертензії в Україні».

## Співпраця
ДУ «Національний інститут терапії імені Л. Т. Малої НАМН України» плідно співпрацює з київськими Установами НАМН відповідного профілю. Працівники НІТ НАМН складають основу відповідних іх назві товариств та асоціацій Харківського медичного товариства (ХМТ), тісно спілкується з іншими профільними товариствами ХМТ — гастроентерологів, респіраторним, сімейної медицини, ендокринологів, Асоціаціями профілактичної медицини, кардіологів, Українським товариством терапевтів, міжнародними медичними організаціями - Світовою Федерацією Українських Лікарських Товариств (СФУЛТ), Всеукраїнським Лікарським Товариством (ВУЛТ), систематично відзначають знаменні дати, ювілеї вчених Харкова, ювілейні дати кафедр, які беруть участь у їх роботі. Важливо що науковці установи беруть участь у розробці спільних Українських рекомендацій, стандартів лікування пацієнтів.
ДУ «Національний інститут терапії імені Л. Т. Малої НАМН України» підтримує дружні та професійні стосунки з відділенням кардіоревматології ДУ «Інститут охорони здоров'я дітей та підлітків НАМН України», відділом судинної патології і клінікою неврозів Інституту неврології, психіатрії і наркології НАМН України, відділами Інституту проблем ендокринної патології імені В. Я. Динилевського НАМН України. В рамках діяльності Північно-Східного Центру МОЗ та НАМН України співробітники НІТ імені Л. Т. Малої  постійно беруть участь у виїздах бригад фахівців з науково-дослідних установ НАМН України у райони Харківської області з метою курації хворих у поліклінічних відділеннях ЦРЛ та надання висококваліфікованої лікувально-профілактичної допомоги жителям районів.

## Фахові видання та Асоціації
Інститут є засновником 2 фахових видань: «Український терапевтичний журнал», «Сучасна гастроентерологія»", які зареєстровано в міжнародних наукометричних базах: CrossRef, Google Scholar, Index Copernicus, JIFACTOR, Ulrich's Periodicals Directory, Scientific Indexing Services, ResearchBib, ICMJE, Polska Bibliografia Naukowa.
За підтримки Української асоціації профілактичної медицини та Інституту терапії видається журнал «Раціональна фармакотерапія».
На базі ДУ "НІТ імені Л. Т. Малої НАМН України " з 2014 року створена та активно працює Громадська організація «Українська асоціація профілактичної медицини». Асоціація сумісно з інформаційно-просвітницьким  проектом «Майстернею здоров'я» вже неодноразово проводять наприкінці вересня заходи щодо Всесвітнього Дня Серця.
Національний інститут терапії імені Л. Т. Малої НАМН України є клінічною та науковою базою кафедр внутрішньої медицини № 1 та клінічної фармакології та внутрішньої медицини ХНМУ.
В Інституті є наукова бібліотека з електронним каталогом із використанням автоматизованої інформаційно-бібліографічної системи «MARC», Web-сторінка Інституту, регулярно проводяться Internet-сесії з міжнародною участю в режимі on-line.

## Міжнародна діяльність
Співробітники установи беруть участь у роботі міжнародних організацій — Європейських товариствах кардіологів, гепатологів, пульмонологів, Всесвітньої організації гастроентерологів (WGO).
Співробітники НІТ імені Л. Т. Малої НАМН України беруть участь у ряді міжнародних випробувань:
- «Heart Failure III: an ESC-HFA registry» («Реєстр серцевої недостатності»)
- «Mobility Hypertension Management Study»
- «Predictors Of Sinus Rhythm Restoration And Maintenance In Patients With Atrial Fibrillation And/Or Flutter With Arterial Hypertension And Ischemic Heart»
- "Screen Pro Family Heterozygous Dyslipidemia (FHD) ".

ДУ «НІТ імені Л. Т. Малої НАМН України» є зареєстрованим членом Програми «Горизонт 2020» (Participant Identification Code (PIC) — 924 514 567).

## «Родзинки» інституту
Зимовій сад і музей, присвячений розвитку терапевтичної школи  Харкова та історії діяльності установи.

## Сьогодення
З перших днів російського вторгнення в Україну науковці інституту відповідно до свого фаху, як і працівники інших установ НАМН України,  долучились до надання консультативної допомоги пацієнтам з різних регіонів країни в режимі on-line , аналогічна інформація щодо контактів з лікарями установи розміщена і на сайті міста   . Клініка інституту надає ургентну терапевтичну допомогу мешканцям міста та регіонів України. З червня 2022 року установа працює у штатному режимі 